# Anne Maria Udsen
Anne Maria Udsen, född 11 januari 1967 i Århus, Danmark, är en dansk konstnär. Hon är bosatt och verksam på Österlen i Skåne efter 25 år i Köpenhamn.
Anne Maria Udsen är från Århus, Danmark, numera bosatt och verksam på Österlen i Skåne efter 25 år i Köpenhamn. Hon är en etablerad bildkonstnär, som har deltagit i en mängd utställningar både nationellt och internationellt. Anne Marias konst balanserar någonstans i mellanrummet mellan figuration och abstraktion. Hon har ställt ut på bland annat Grand Palais i Paris, Ljungbergmuseet i Ljungby, Vejle konstmuseum, Det Nationalhistoriska Museet, Frederiksborg slott. Hon är representerad på HSM Industri i Grenå med skulpturgruppen Amboltaurus vid vattenhål, som är resultatet ett samarbete med landskapsarkitekten Christer Göransson åren 2015–2016 samt vidare på Roskilde handelshögskola, Köpenhamns rådhus med ett porträtt av Per Bregengaard och Thisted rådhus med ett porträtt av Ruth Scharling. 
Udsen har studerat visuell kommunikation och estetiska lärprocesser på Danmarks Lærerhøjskole 1993–1994, gått på Det Kongelige Danske Kunstakademi, Kunstakademiets Designskole, Köpenhamn 1989, Billedskolen på Jagtvej vid Bjørn Bråten, Köpenhamn 1990–1991, klassisk tecknarskola på Ny Carlsberg Glyptotek för Askou Robert Jensen,1990 och vid Holbæk Kunsthöjskole 1988 samt gått en fortsättningsutbildning på Det Kongelige Danske Kunstakademi 2007.